# As Três Mulheres de Casanova
As Três Mulheres de Casanova é um filme brasileiro de 1968 do gênero "Comédia", escrito e dirigido por Victor Lima.

## Elenco[1]
- Jardel Filho...Henrique Casanova
- Luís Delfino...Smith, o mordomo
- Amândio...Eusébio
- Sônia Clara...Anete
- Álvaro Aguiar...Eduardo
- Naura Hayden...Regina
- Joel Vaz...Ronaldo, amigo de Regina
- Celi Ribeiro...Marília
- Larry Carr...Binho
- Sérgio Hage...Mauro
- Márcia Tânia...Aline
- Costinha...mensageiro (participação)
- Vera Lúcia
- Greg Ravitch
- Pepita Rodrigues
- Raul Longras

## Sinopse
Henrique Casanova é um compenetrado e distraído professor que trabalha no Museu Histórico Nacional e mora numa bela casa de sua esposa rica, com dois filhos adolescentes. Ele viaja com frequência, alegando uma pesquisa da 19ª Dinastia do Egito mas na verdade vai se encontrar com duas noivas: Anete, de São Paulo, a quem se apresenta como empresário; e Marília, de Belo Horizonte, que o toma por um advogado. Desconfiadas de suas constantes ausências, as duas noivas acabam descobrindo o endereço de Henrique no Rio de Janeiro e viajam até lá para investigarem. Henrique fica sabendo da chegada das noivas e para evitar que a esposa as encontre, pede ajuda ao seu auxiliar no museu, o humilde Eusébio, e ao astuto mordomo "inglês", que aproveita para chantageá-lo.